# Svetlana Fedoséieva
Svetlana Aleksándrovna Fedoséieva (en ruso Светлана Александровна Федосеева; Vladivostok, 6 de agosto de 1936-Kiev, 30 de julio de 2017) fue una arqueóloga rusa.

## Carrera científica
Ha sido una destacada investigadora de la prehistoria de Yakutia y el noreste de Asia. Desde 1958 llevó a cabo investigaciones arqueológicas en los ríos de Yakutia, en el mar de Ojotsk, Sajalín, las islas Kuriles y las islas del Comandante. La longitud explorada con su participación fue de más de 50 000 km. Desde 1959 participó en simposios internacionales, conferencias y congresos. Desde 1960 dirige la práctica arqueológica de los alumnos de la Universidad Estatal de Yakutsk.
Colaboró con Yuri Mochanov en las investigaciones sobre la cultura Dyuktái, que se originó en la cuenca del río Aldán. Fue descubierta y caracterizada por primera vez en la Cueva Dyuktai, en Yakutia, en estratos que datan hasta 14.000 adP, pero su horizonte se extiende en el tiempo, desde sitios como Ust-Mil 2, Ezhantsy e Ikhine con dataciones de 35.000 adP.
Entre 1992 y 1994 dictó conferencias en diferentes universidades de Estados Unidos y Canadá.
En 2000 hizo uno de los descubrimientos más destacados en el estudio de la historia antigua del norte de Asia, la estación Mungjaryma, del Paleolítico Medio, en el bajo Viliui, datada entre 150 000 y 70 000 años antes del presente, con herramientas, especialmente puntas de lanza y cuchillos bifaciales, que recuerdan las herramientas del musteriense europeo.
En 2003 se creó y comenzó a funcionar bajo su dirección, el Museo Arqueológico del noreste de Asia.
Recientemente ha estudiado las relaciones de culturas de Siberia con diversos pueblos indígenas americanos, de la familia de las lenguas na-dené.
Conjuntamente con Yuri Mochanov, publicó una exposición amplia de sus investigaciones, sobre la arqueología del nordeste de Asia y sus relaciones con la llegada del hombre a América: Arqueología, el Paleolítico en el Nordeste de Asia, un origen no tropical de la humanidad y las primeras etapas del poblamiento de América.

## Distinciones
Fue designada como Científica de Honor de la República de Sajá (Yakutia), Académica de Honor de la Academia Rusa de Ciencias Naturales y de la Academia de Ciencias de la República de Sajá (Yakutia).